# Marek Domin
Marek Domin (ur. 29 marca 1963 w Rozogach, zm. 29 listopada 2019 w Kamionce) – polski polityk, przedsiębiorca, rolnik, poseł na Sejm I kadencji, burmistrz Biskupca w latach 2002–2005 i 2005–2006.

## Życiorys
Syn Zdzisława i Zofii. Był absolwentem technikum rolniczego w Reszlu. Sprawował mandat posła na Sejm I kadencji z listy Polskiego Stronnictwa Ludowego wybranego w okręgu elbląsko-olsztyńskim, był także radnym gminy Sorkwity. W 2002 został wybrany burmistrzem miasta i gminy Biskupiec. Zrezygnował z tej funkcji w 2005 na dzień przed uprawomocnieniem się wyroku skazującego go za prowadzenie pojazdu w stanie nietrzeźwości. Wystartował w wyborach uzupełniających, uzyskując prawie 90% głosów.
Stanowisko burmistrza zajmował do 2006, następnie przez kilka miesięcy pracował jako pełnomocnik ds. inwestycji i rozwoju w urzędzie miejskim. Prowadził gospodarstwo rolne, był udziałowcem różnych spółek (głównie o charakterze rodzinnym), m.in. „Warmia” Sp. z o.o. zajmującej się produkcją wędlin.
Należał do Polskiego Stronnictwa Ludowego.